# Colibrí ermità hirsut
El colibrí ermità hirsut (Glaucis hirsutus) és una espècie d'ocell de la família dels troquílids (Trochilidae) que habita boscos, sotabosc, matolls i vegetació secundària de les terres baixes de les Antilles Menors meridionals, i des del centre i est de Panamà, nord-oest, nord i est de Colòmbia, Veneçuela, Trinitat i Tobago i Guaiana, cap al sud, per l'est dels Andes, a través de l'est de l'Equador i del Perú fins al nord i l'est de Bolívia i gran part del Brasil.